# (19713) Ibaraki
(19713) Ibaraki ist ein Asteroid des Hauptgürtels, der am 3. Oktober 1999 von Astronomen der LONEOS an der Anderson Mesa Station (IAU-Code 688) des Lowell-Observatoriums in Arizona entdeckt wurde.
Der Asteroid wurde am 6. Mai 2012 nach der japanischen Präfektur Ibaraki benannt, in der Region Kantō auf der Insel Honshū, die für den Kairaku-en-Garten mit seinen 3000 Pflaumenbäumen bekannt ist.
Der Himmelskörper gehört zur Hygiea-Familie, einer nach (10) Hygiea benannten Gruppe von Asteroiden.